# Ljudmila Walerjewna Frolowa
Ljudmila Walerjewna Frolowa (russisch Людмила Валерьевна Фролова; * 29. Juli 1953) ist eine ehemalige Hockey-Spielerin. Mit der Mannschaft der Sowjetunion gewann sie Bronze bei den Olympischen Sommerspielen 1980 in Moskau.